# María Pilar Fumanal García
María Pilar Fumanal García (València, 1940 - València, 1998) fou una geomorfòloga que va tenir un paper essencial en el naixement i desenvolupament de la geoarqueologia al País Valencià, convertint-se en una figura destacada dels primers anys de l'arqueologia valenciana. Llicenciada en Filosofia i Lletres, Secció Història, per la Universitat de València (1971-1976), es va especialitzar en sedimentologia i aviat es va incorporar al Departament de Geografia de la Facultat de Geografia i Història (UV), on va impartir classes pràctiques en 1978.
Va presentar la seva memòria de llicenciatura sobre la Cova de la Cocina en 1978, obtenint el premi extraordinari de llicenciatura. Des de 1979 va ser professora ajudant de geomorfologia, mentre desenvolupava la seua tesi doctoral, llegida al juny de 1985. A la fi d'aquest any va ser nomenada encarregada de curs i al novembre de 1986 va aconseguir la plaça com a professora titular de geografia física. Des de llavors i fins a la seva prematura mort, va dedicar el seu temps a la docència i a la recerca. La seua recerca es va centrar en la geoarqueologia, amb treballs en diferents cronologies, encara que amb especial atenció a la Prehistòria, i en la geomorfologia litoral del Quaternari. La seva activitat es va caracteritzar per la col·laboració amb molts especialistes de múltiples disciplines i centres de recerca, enriquint mútuament les seves recerques. Va treballar en diversos jaciments arqueològics del País Valencià, entre els quals destaquen Cova de l'Or, cova Negra, cova Beneito, cova de les Cendres, cova del Bolomor, l'Ereta del Pedregal, Cabezo Redondo i Lloma de Betxí, així com en la resta d'Espanya i del Mediterrani, destacant els seus treballs en la costa meridional gallega, Knossos (Grècia), Castelcivita (Itàlia) i Makri (Grècia). A més, va desenvolupar estudis de geomorfologia litoral en la marjal de Pego-Oliva, en els estanys de Formentera, en els aiguamolls de Xàbia, Moraira i Mallorca, així com en el tram costaner entre Gandia i Santa Pola, amb el projecte La Nao.
Va promoure la formació del Grup Valencià de Quaternari en 1991 i va ser nomenada vicepresidenta de l’Asociación Española para el Estudio del Cuaternario (AEQUA) en 1997. Va ser la principal responsable de l'edició del Cuaternario del País Valenciano en 1995.
El Departament de Geografia amb finançament de la seua família va publicar en 1999 el llibre homenatge Geoarqueologia i Quaternari litoral.

## Publicacions més destacades
- FUMANAL, M. P. (1978): Estudio sedimentológico de la Cueva de la Cocina (Dos Aguas, Valencia). Tesi de llicenciatura dirigida per Vicent M. Rosselló, Universitat de València.
- CACHO, C.; FUMANAL, M. P.; LÓPEZ, P.; LÓPEZ, N. (1983): Contribution du Tossal de la Roca à la chronostratigraphie du Paléolithique supérieur final dans la région de Valence. Actes du Colloque International La position taxonomique et chronologique des industries à pointes à dos autour de la Méditerranée européenne, Siena, 3-6 novembre 1983, Rivista di Scienze Preistoriche Firenze 38 (1-2), 69-90.
- FUMANAL, M. P. (1985): Sedimentos Wurmienses en las cuevas valencianas. Tesi doctoral dirigida per Vicent M. Rosselló i Manuel Hoyos.
- FUMANAL, M.P. (1986): Sedimentología y clima en el País Valenciano: las cuevas habitadas en el cuaternario reciente, Diputación de Valencia.
- CALVO, A.; DUPRÉ, M.; FUMANAL, M.P.; LA ROCA, N.; PÉREZ, A. (1986): Evolución holocena del paisaje en el País Valenciano, Estudios de Geomorfología del Sur de España, Murcia, 31-36.
  - FUMANAL, M.P.; VILLAVERDE, V. (1988): Cova Negra et le milieu du Paleolithique moyen dans le region du Pays Valencien (Espagne), L’homme de Néandertal, 2, 73-85.
- FUMANAL, M.P.; VIÑALS, M. (1989): Albufera residual de Moraira (Alicante). Evolución geomorfológica, Actas XI Congreso Nacional de Geografía, Vol. 2, 391-400.
- FUMANAL, M.P. (1990): El hábitat del Bronce Valenciano: aspectos geoarqueológicos, Archivo de Prehistoria Levantina20, 317-325.
- FUMANAL, M.P (1993). El yacimiento premusteriense de la Cova de Bolomor, Cuadernos de Geografía 54, 223-248.
- FUMANAL, M.P. (1995): Los depósitos cuaternarios en cuevas y abrigos. Implicaciones sedimentoclimáticas, El Cuaternario del País Valenciano, 115-124.
- FUMANAL, M.P. (1997): Secuencia sedimentoclimática del Pleistoceno superior final en el País valenciano (18.000 al 12.000 BP), Centre d'investigacions arqueològiques, 321-327.
- EFSTRATIOU, N.; FUMANAL, M.P.; FERRER, C.; UREM KOTSOS, D.; CURCI, A.; TAGLIACOZZO, A.; STRATOULI, G.; VALOMOTI, S.M.; NTINOU, M.; BADAL, E.; MADELLA, M.; SKOURTOPOULOU,K. (1998): Excavations at the Neolitihic settlement of Makri, Thrace, Greece (1988-1996): A preliminary report, SAGVNTVM. Papeles del Laboratorio de Arqueología de Valencia 31, 11-62